# Amantadin
Az amantadin, a Parkinson-kór és különböző etiológiájú Parkinson-szindróma, gyógyszerek által okozott extrapiramidális zavarok, valamint influenza A vírusfertőzés megelőzésére és kezelésére alkalmas hatóanyag, de influenza ellen a gyógyszerrezisztencia miatt már nem ajánlják. Az antiparkinson hatásmechanizmus összetett, és még nem teljesen tisztázott.
Az amantadin hatásai enyhítik a Parkinson-kór tüneteit. A hatásmechanizmus legújabb vizsgálatai alapján a gyógyszer antagonista hatást fejt ki a törzsdúcokban található NMDA-ioncsatornákra. Az NMDA-antagonisták hatása funkcionálisan megfelel a dopamin hatásának, ami magyarázhatja az állatkísérletekben igazolt dopaminszerű hatásokat. Az amantadin enyhe antikolinerg hatása is szerepet játszik.
Antivirális hatása feltehetően a vírus célsejtbe való bejutásának, a virális nukleotid állomány felszabadulásának, valamint replikációjának gátlásával függ össze.
2004-től a veszettség gyógyítására használják ketaminnal, midazolámmal, fenobarbitallal együtt.

## Készítmények
- VIREGYT-K
- PK-MERZ

## Fordítás
- Ez a szócikk részben vagy egészben  az   Amantadine című angol Wikipédia-szócikk fordításán alapul.  Az eredeti cikk szerkesztőit annak laptörténete sorolja fel. Ez a jelzés csupán a megfogalmazás eredetét és a szerzői jogokat jelzi, nem szolgál a cikkben szereplő információk forrásmegjelöléseként.